# TOML
TOML ist ein Dateiformat für Konfigurationsdateien mit Fokus auf einfacher Lesbarkeit, die durch eine vereinfachte Semantik gewährleistet sein soll.
TOML hat das Ziel, sich einfach parsen und eindeutig in ein assoziatives Datenfeld umwandeln zu lassen. Die Spezifikation ist Open Source, das Projekt wird insbesondere durch die Community gepflegt. Das Akronym TOML steht für "Tom's Obvious, Minimal Language", welches auf Tom Preston-Werner, einen der GitHub-Mitgründer, Bezug nimmt.
TOML wird von einer Reihe an Softwareprojekten wie Cargo oder GitLab eingesetzt und ist bereits in vielen Programmiersprachen implementiert.

## Syntax
Die Syntax von TOML gleicht der von .INI-Dateien und besteht primär aus schluessel = "wert"-Paaren, [Abschnittsnamen] und # Kommentaren.
Nach der Spezifikation werden folgende Datentypen unterstützt: String, Integer, Float, Boolean, Datetime, Array und Table.

### Beispiel
```
# Das ist ein TOML-Dokument.

title
 
=
 
"TOML Beispiel"

[person]

name
 
=
 
"Tom Preston-Werner"

geburtstag
 
=
 
1979-05-27T07:32:00-08:00

[datenbank]

adresse
 
=
 
"192.168.1.1"

ports
 
=
 
[
 
8001
,
 
8001
,
 
8002
 
]

verbindungen_max
 
=
 
5000

aktiviert
 
=
 
true
 
# booleans

[servers]

  
# Einrücken (sowohl Tabs als auch Leerzeichen) ist erlaubt, aber nicht erforderlich

  
[servers.alpha]

  
ip
 
=
 
"10.0.0.1"

  
dc
 
=
 
"eqdc10"

  
[servers.beta]

  
ip
 
=
 
"10.0.0.2"

  
dc
 
=
 
"eqdc10"

[clients]

data
 
=
 
[
 
[
"gamma"
,
 
"delta"
],
 
[
1
,
 
2
]
 
]

# Zeilenumbrüche sind in Arrays möglich

hosts
 
=
 
[

  
"alpha"
,

  
"omega"

]

```

## Kritik
Obwohl kein Konsens besteht, hat TOML seit seiner ersten Veröffentlichung mehrere Kritiken erhalten:
- TOML ist nicht DRY und die Syntax ist „verrauscht“.
- Die Hierarchie lässt sich teilweise nur schwierig aus der Syntax ableiten.
- Überkomplikation: Wie YAML verfügt auch TOML über zu viele Funktionen.
- Die Syntax entscheidet über den Datentyp (syntax typing).

## Ähnliche Dateiformate
Zu ähnlichen Formaten für Konfigurationsdateien siehe Konfigurationsdatei#Dateiformate.